# Amtsgericht Idstein

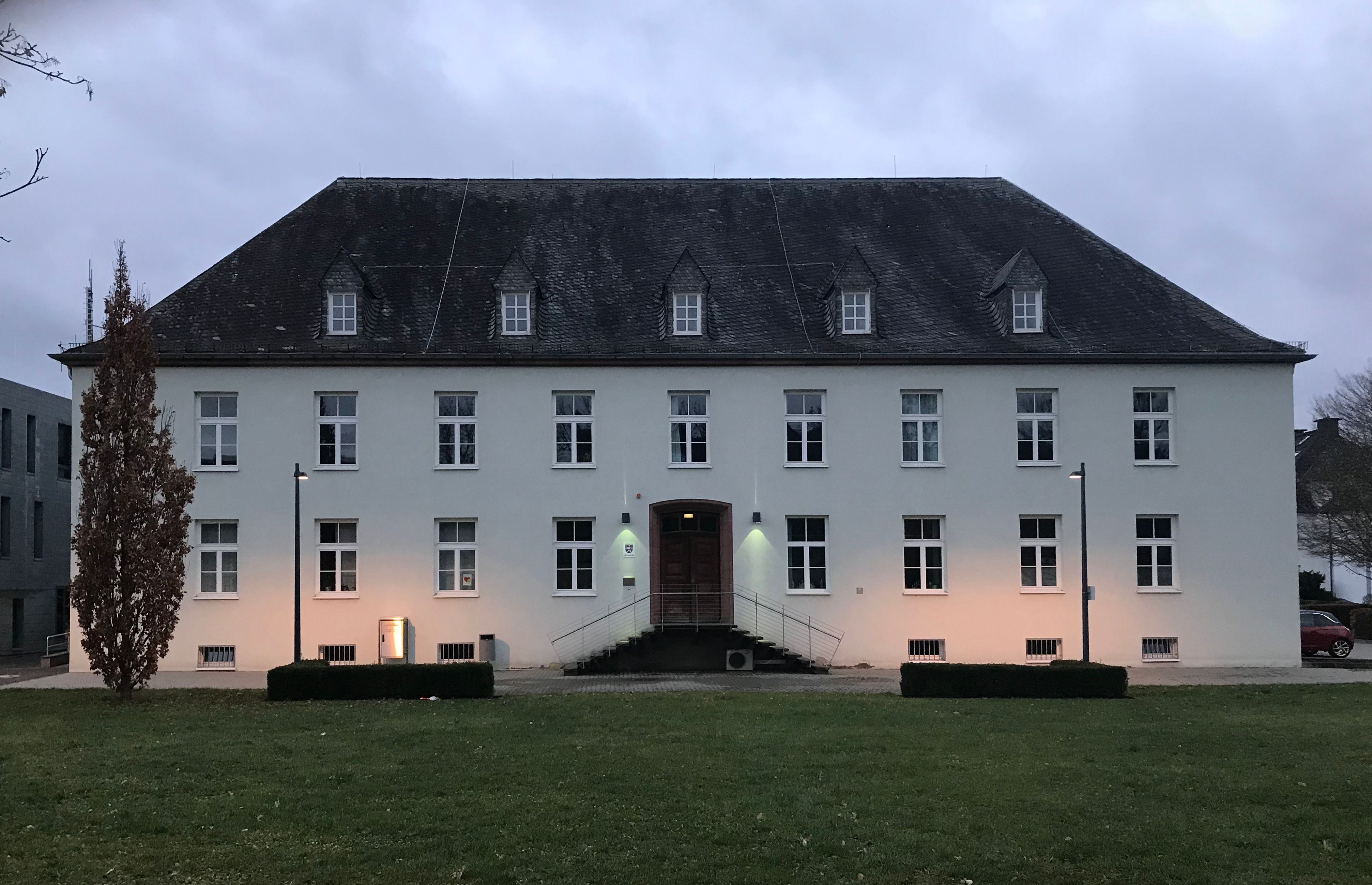
Amtsgericht Idstein

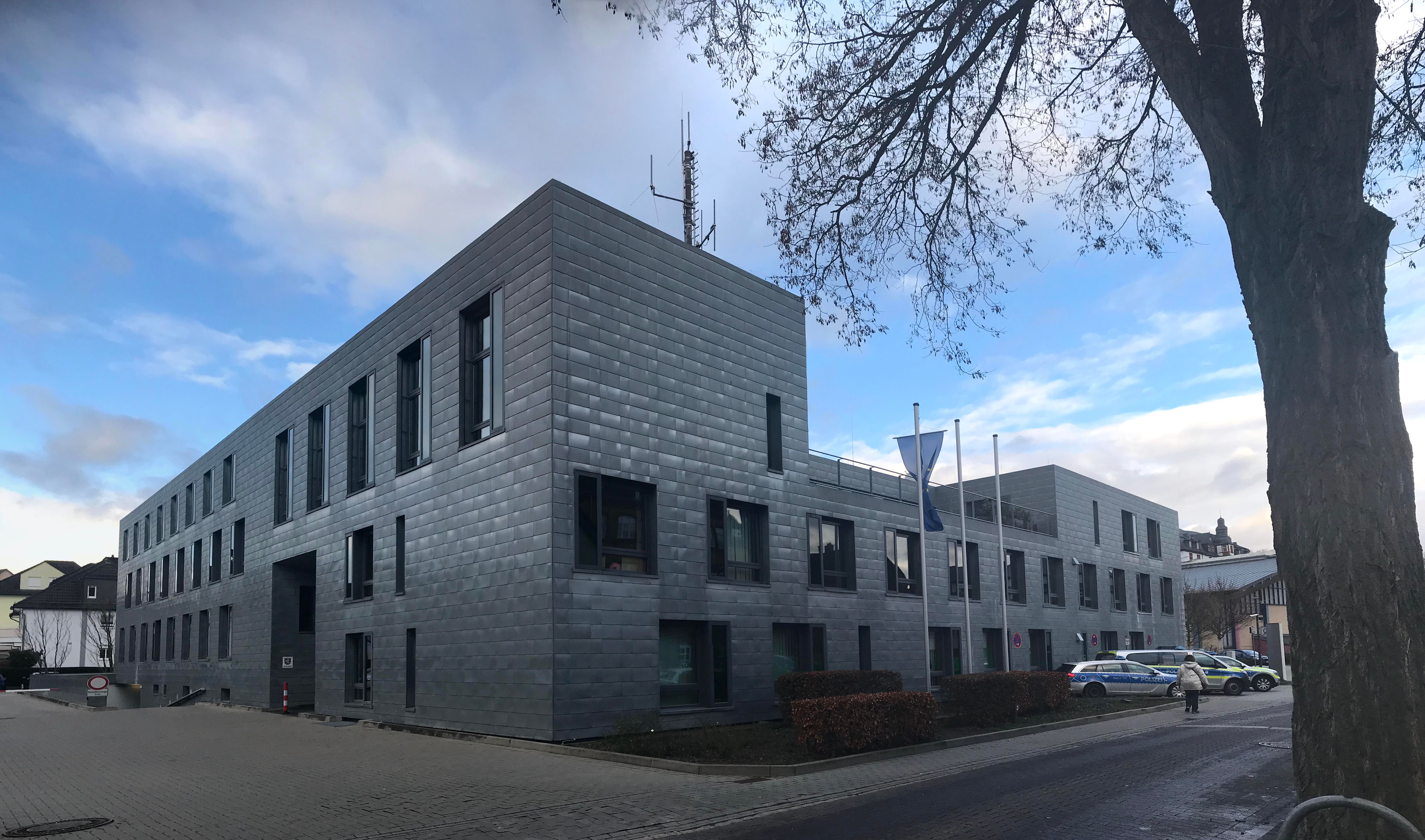
Amtsgericht Idstein, Rückseite

Das Amtsgericht Idstein (AG Idstein) ist ein Gericht der ordentlichen Gerichtsbarkeit in Idstein im Rheingau-Taunus-Kreis.

## Gerichtssitz und -bezirk

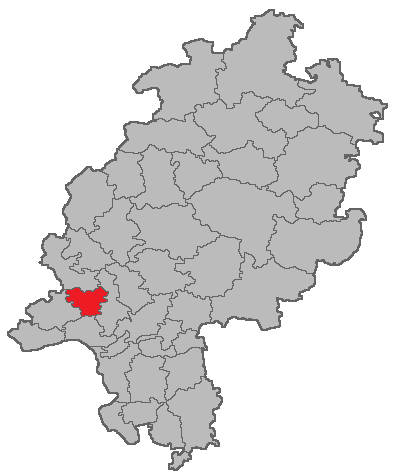
Lage des Amtsgerichtsbezirks Idstein in Hessen

Der Sitz des Gerichtes ist in Idstein in der Gerichtsstraße 1. Der Gerichtsbezirk des Amtsgerichts Idstein umfasst die Städte und Gemeinden Hünstetten, Idstein, Niedernhausen und Waldems (jeweils inklusive aller Stadt- und Ortsteile). Alle liegen im Rheingau-Taunus-Kreis.

## Geschichte
Nach der Annexion des Herzogtums Nassau durch den preußischen Staat 1866 wurden die ehemals nassauischen Ämter aufgelöst. Im Zuge dessen verfügte das preußische Justizministerium zum 1. September 1867 die Umwandlung des Amtes Idstein, damals bestehend aus den Städten Idstein und Camberg, den Marktflecken Heftrich, Wallrabenstein und Walsdorf sowie den Ortschaften Bermbach, Bremthal, Dasbach, Dombach, Eisenbach, Engenhahn, Erbach, Esch, Königshofen, Kröftel, Lenzhahn, Niederems, Niederjosbach, Niedernhausen, Nieder- und Oberrod, Niederseelbach, Niederselters, Oberems, Oberjosbach, Oberseelbach, Oberselters, Reichenbach, Schwickershausen, Steinfischbach, Vockenhausen, Wörsdorf, Würges und Wüstems, in ein Amtsgericht im Kreisgerichtsbezirk Wiesbaden. Anlässlich der Einführung des Gerichtsverfassungsgesetzes am 1. Oktober 1879 erfolgte der Wechsel in den Bezirk des neu errichteten Landgerichts Wiesbaden, gleichzeitig kam es zur Neugliederung des Amtsgerichtsbezirks Idstein. Während Camberg, Dombach, Eisenbach, Erbach, Schwickershausen, Niederselters, Oberselters und Würges von da ab den Sprengel des neu geschaffenen Amtsgerichts Camberg bildeten, wurden als Ersatz vom Amtsgericht Wehen die Gemeinden Bechtheim, Beuerbach, Ehrenbach, Eschenhahn, Görsroth, Kesselbach, Ketternschwalbach, Niederauroff, Oberauroff, Panrod und Wallbach zugelegt.
Am 1. Juli 1968 wurden die Gemeinden Niederems, Reichenbach, Steinfischbach und Wüstems an das Amtsgericht Usingen abgegeben.
Zu weiteren Veränderungen kam es im Zuge der Gebietsreform in Hessen, so wurden am 1. Dezember 1971 der nach Aarbergen eingemeindete Ortsteil Panrod dem Amtsgericht Bad Schwalbach zugewiesen, am 1. Juli 1973 die nun zu Waldems gehörenden Orte Niederems, Reichenbach, Steinfischbach und Wüstems wieder eingegliedert, gleichzeitig der nach Glashütten eingemeindete Ort Oberems an das Amtsgericht Königstein im Taunus abgegeben und die in die Gesamtgemeinde Hünstetten eingegliederten Dörfer Limbach, Oberlibbach und Strinz-Trinitatis vom Bad Schwalbacher Amtsgericht zugelegt. Abschließend mussten am 1. Mai 1978 noch die nach Eppstein eingemeindeten Ortsteile Bremthal einschl. Niederjosbach und Vockenhausen an das AG Königstein im Taunus abgetreten werden.

## Übergeordnete Gerichte
Dem AG Idstein übergeordnet ist das Landgericht Wiesbaden. Im weiteren Instanzenzug sind das Oberlandesgericht Frankfurt am Main sowie der Bundesgerichtshof übergeordnet.